# Röttgen (Hückeswagen)
Röttgen ist eine Hofschaft in Hückeswagen im Oberbergischen Kreis im Regierungsbezirk Köln in Nordrhein-Westfalen (Deutschland).

## Lage und Verkehrsanbindung
Röttgen liegt im südwestlichen Hückeswagen am Rande des Wald- und Naherholungsgebiets Mul. Nachbarorte sind Kleinenscheidt, Großenscheidt, Schneppenthal, Neuenholte, Altenholte und Grünestraße. Die Hofschaft ist über eine Zufahrtsstraße erreichbar, die bei Kleinenscheidt von der Kreisstraße K5 abzweigt.
Röttgen liegt im Quellgebiet der zahlreichen Bäche, die den Purder Bach speisen. Nördlich von Röttgen befindet sich eine von den zwei Windkraftanlagen auf Hückeswagener Stadtgebiet.

## Geschichte
1491 wurde der Ort das erste Mal in Kirchenrechnungen urkundlich erwähnt. Schreibweise der Erstnennung: Roetgen.
Im 18. Jahrhundert gehörte der Ort zum bergischen Amt Bornefeld-Hückeswagen. 1815/16 lebten acht Einwohner im Ort. 1832 gehörte Röttgen unter dem Namen Röttchen der Großen Honschaft an, die ein Teil der Hückeswagener Außenbürgerschaft innerhalb der Bürgermeisterei Hückeswagen war. Der laut der Statistik und Topographie des Regierungsbezirks Düsseldorf als Weiler kategorisierte Ort besaß zu dieser Zeit zwei Wohnhäuser und fünf landwirtschaftliche Gebäude. Zu dieser Zeit lebten 14 Einwohner im Ort, sechs katholischen und acht evangelischen Glaubens.
Im Gemeindelexikon für die Provinz Rheinland werden für 1885 drei Wohnhäuser mit 21 Einwohnern angegeben. Der Ort gehörte zu dieser Zeit zur Landgemeinde Neuhückeswagen innerhalb des Kreises Lennep. 1895 besitzt der Ort drei Wohnhäuser mit 14 Einwohnern, 1905 drei Wohnhäuser und 15 Einwohner.

## Wander- und Radwege
Folgende Wanderwege berühren den Ort:
- Die Ortsrundwanderwege A2, A5 und A6

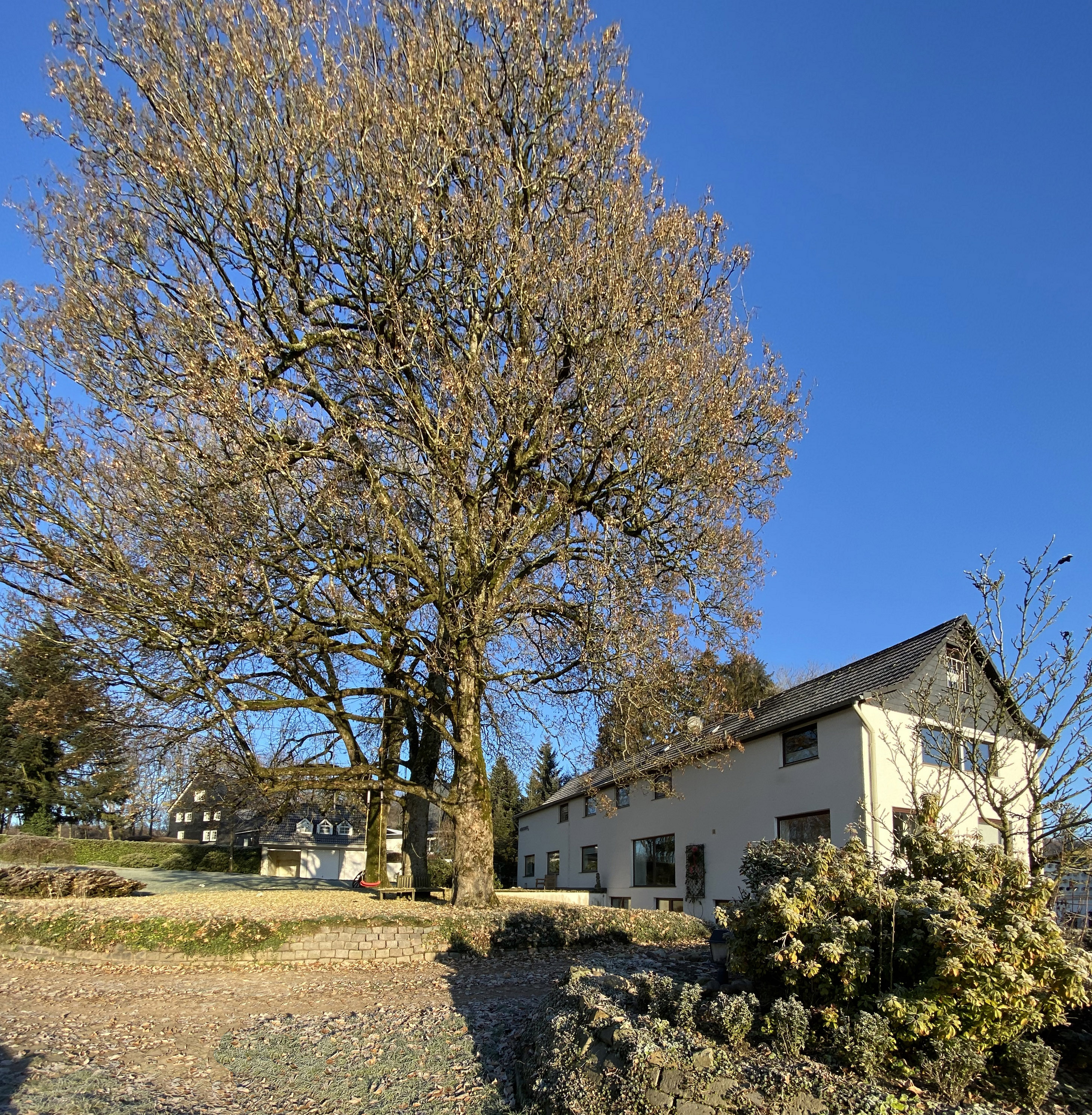
Röttgen mit alten Hausbäumen
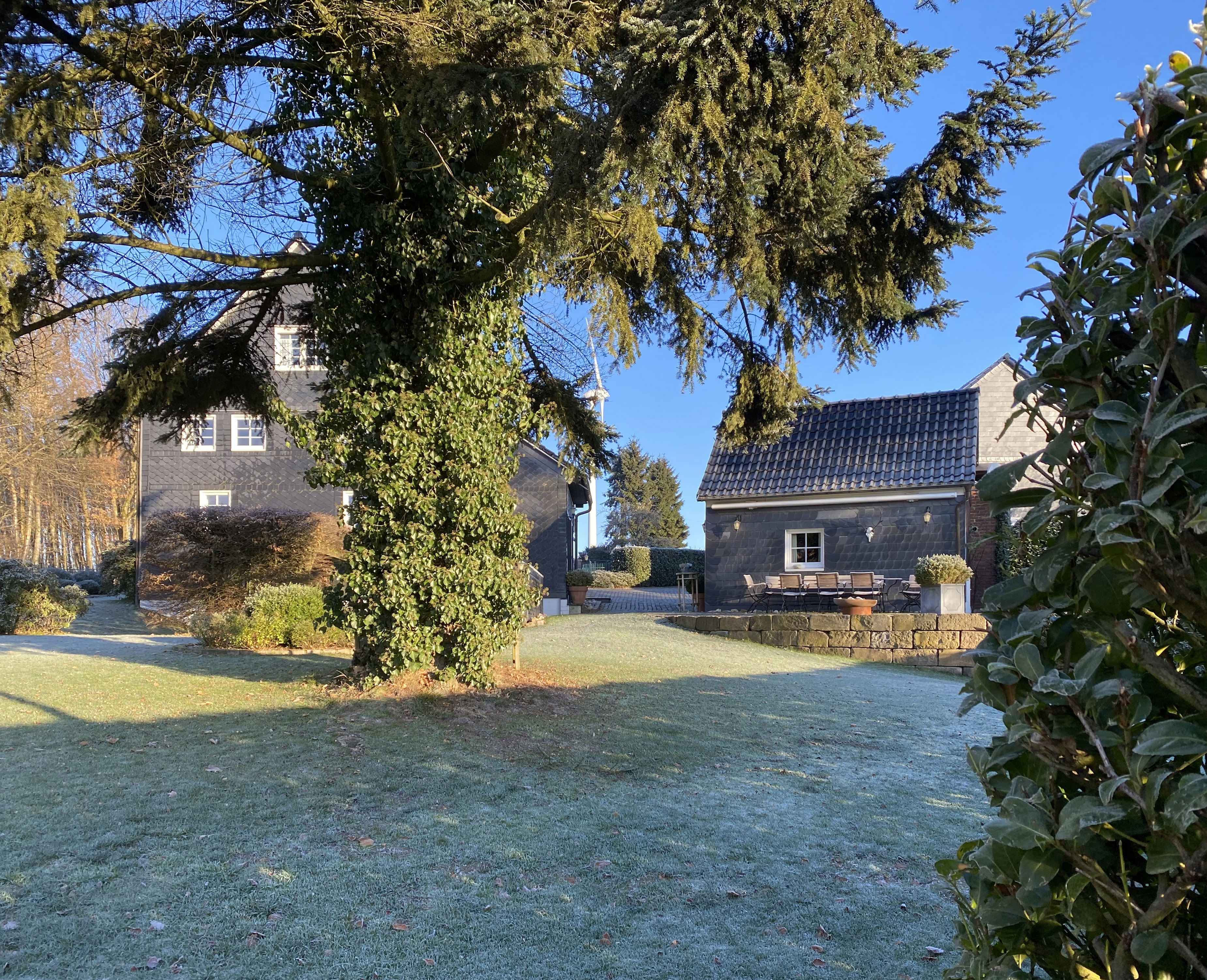
Historische Bausubstanz
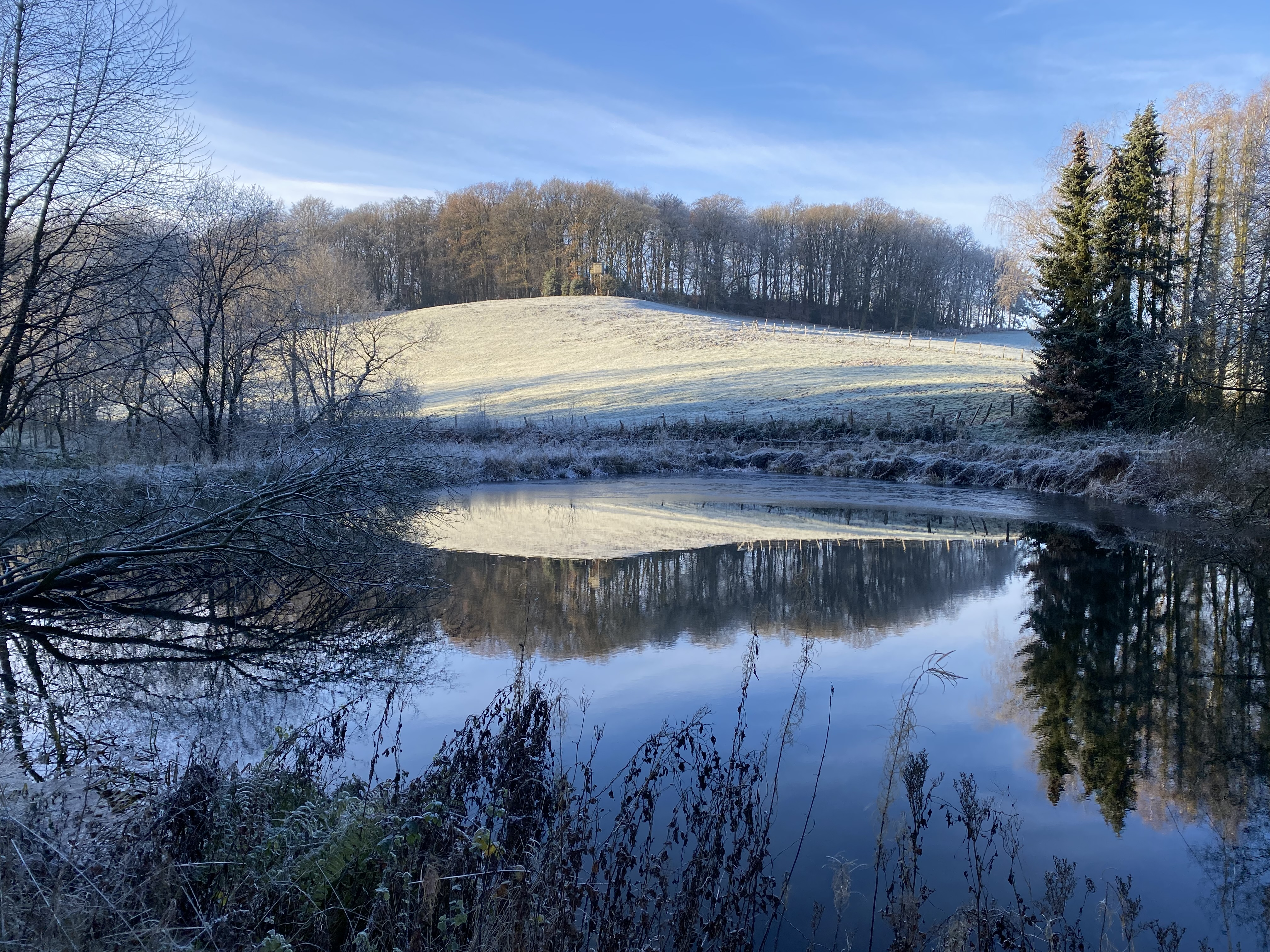
Teich in Röttgen